# New Basket Brindisi 2018-2019
Questa voce raccoglie le informazioni riguardanti il New Basket Brindisi nelle competizioni ufficiali della stagione 2018-2019.

## Stagione
La stagione 2018-2019 del New Basket Brindisi sponsorizzata Happy Casa, è l'8ª nel massimo campionato italiano di pallacanestro, la Serie A.
All'inizio della nuova stagione la Lega Basket decise di modificare il regolamento riguardo al numero di giocatori stranieri da schierare contemporaneamente in campo. Si decise così di optare per la scelta della formula con 6 giocatori stranieri senza vincoli.

## Roster
| Happy Casa Brindisi 2018-19 | Happy Casa Brindisi 2018-19 |
| Giocatori                   | Staff tecnico               |
| --------------------------- | --------------------------- |

| N. | Naz.                                       | Ruolo | Nome                | Anno | Alt.   | Peso   |  |
| -- | ------------------------------------------ | ----- | ------------------- | ---- | ------ | ------ |  |
| 0  | Stati Uniti (bandiera)                     | G     | Adrian Banks (C)    | 1986 | 191 cm | 88 kg  |  |
| 00 | Stati Uniti (bandiera)                     | C     | John Brown          | 1992 | 203 cm | 98 kg  |  |
| 1  | Stati Uniti (bandiera) · Svezia (bandiera) | AP    | Erik Rush           | 1988 | 197 cm | 95 kg  |  |
| 3  | Stati Uniti (bandiera)                     | AG    | Tony Gaffney        | 1984 | 206 cm | 102 kg |  |
| 6  | Italia (bandiera)                          | P     | Alessandro Zanelli  | 1992 | 187 cm | 80 kg  |  |
| 7  | Italia (bandiera)                          | P     | Gabriele Orlandino  | 2000 | 186 cm | 80 kg  |  |
| 9  | Italia (bandiera)                          | G     | Riccardo Moraschini | 1991 | 195 cm | 81 kg  |  |
| 10 | Stati Uniti (bandiera)                     | P     | Wes Clark           | 1994 | 184 cm | 83 kg  |  |
| 11 | Stati Uniti (bandiera)                     | G     | Devondrick Walker   | 1992 | 196 cm | 93 kg  |  |
| 13 | Stati Uniti (bandiera)                     | PG    | Phil Greene         | 1992 | 188 cm | 83 kg  |  |
| 15 | Italia (bandiera)                          | P     | Nicolò Cazzolato    | 1989 | 191 cm | 84 kg  |  |
| 18 | Polonia (bandiera) · Italia (bandiera)     | C     | Jakub Wojciechowski | 1990 | 213 cm | 112 kg |  |
| 21 | Stati Uniti (bandiera)                     | G     | Jeremy Chappell     | 1987 | 191 cm | 91 kg  |  |
| 68 | Italia (bandiera)                          | P     | Vincenzo Taddeo     | 2000 | 191 cm | 82 kg  |  |
|    | Italia (bandiera)                          | AG    | Simone Capoccia     | 1999 | 202 cm |        |  |
|    | Italia (bandiera)                          | PG    | Gianmaria Danese    | 2002 | 187 cm |        |  |
|    | Italia (bandiera)                          | P     | Alessandro Guido    | 2002 | 180 cm |        |  |
|    | Italia (bandiera)                          | PG    | Emanuele Marzo      | 2002 | 184 cm |        |  |
|    | Italia (bandiera)                          | P     | Paolo Mastrapasqua  | 2000 | 181 cm |        |  |
|    | Italia (bandiera)                          | G     | Federico Spedicato  | 2001 | 197 cm |        |  |
|    | Italia (bandiera)                          | C     | Samuele Stano       | 2000 |        |        |  |

| Allenatore                                                                                  |
| - Francesco Vitucci                                                                         |
| Assistente/i                                                                                |
| - Alberto Morea - Antonio Lezzi Legenda - (C) Capitano - (IN) Inattivo - Infortunato Roster |

Budget complessivo = 3.104K € (Bilancio depositato presso la CCIAA di Brindisi)

## Mercato

### Sessione estiva
| Acquisti | Acquisti            | Acquisti         | Acquisti   | Acquisti |
| R.a      | Nome                | da               | Modalità   |          |
| -------- | ------------------- | ---------------- | ---------- | -------- |
| ALL      | Alberto Morea       | Free agent       | definitivo |          |
| P        | Alessandro Zanelli  | Legnano Basket   | definitivo |          |
| C        | Jakub Wojciechowski | Włocławek        | definitivo |          |
| ALL      | Antonio Lezzi       | Basket Monopoli  | definitivo |          |
| G        | Adrian Banks        | Hapoel Tel Aviv  | definitivo |          |
| G        | Riccardo Moraschini | Pall. Mantovana  | definitivo |          |
| C        | John Brown          | Universo Treviso | definitivo |          |
| P        | Nicolò Cazzolato    | Bergamo B. 2014  | definitivo |          |
| P        | Vincenzo Taddeo     | HSC Roma         | prestito   |          |
| AG       | Tony Gaffney        | Hapoel Tel Aviv  | definitivo |          |
| P        | Wes Clark           | Buffalo Bulls    | definitivo |          |
| G        | Jeremy Chappell     | Pall. Cantù      | definitivo |          |
| AP       | Erik Rush           | Kleb Ferrara     | definitivo |          |

| Cessioni | Cessioni           | Cessioni           | Cessioni       | Cessioni |
| R.       | Nome               | a                  | Modalità       |          |
| -------- | ------------------ | ------------------ | -------------- | -------- |
| AG       | Donta Smith        | Santeros de Aguada | fine contratto |          |
| P        | Nic Moore          | Virtus Roma        | fine contratto |          |
| ALL      | Massimo Maffezzoli | Scandone Avellino  | fine contratto |          |
| C        | Antonio Iannuzzi   | Auxilium Torino    | fine prestito  |          |
| P        | Marco Giuri        | Reyer Venezia      | fine contratto |          |
| AP       | Marco Cardillo     | Basket Ravenna     | fine contratto |          |
| AP       | Daniel Donzelli    | Pall. Forlì 2.015  | prestito       |          |
| GA       | Blaž Mesiček       | Olimpija Lubiana   | rescissione    |          |
| AP       | Milenko Tepić      | Free agent         | fine contratto |          |
| C        | Tautvydas Lydeka   | Free agent         | fine contratto |          |
| G        | Scott Suggs        | Kymi               | fine contratto |          |
| PG       | Georgi Sirakov     | JuVi Cremona       | fine contratto |          |
| AC       | Obinna Oleka       | Free agent         | fine contratto |          |

### Dopo l'inizio della stagione
| Acquisti | Acquisti          | Acquisti      | Acquisti       | Acquisti   |
| R.       | Nome              | da            | Data           | Modalità   |
| -------- | ----------------- | ------------- | -------------- | ---------- |
| G        | Devondrick Walker | Pall. Trieste | 9 gennaio 2019 | definitivo |
| P        | Phil Greene       | Trefl Sopot   | 6 maggio 2019  | definitivo |

| Cessioni | Cessioni | Cessioni | Cessioni | Cessioni |
| R.       | Nome     | a        | Data     | Modalità |
| -------- | -------- | -------- | -------- | -------- |

## Risultati

### Serie A

#### Regular season

##### Girone di andata
| Arbitri: | Begnis (Crema) Grigioni (Roma) Bongiorni (Pisa) |

|                                  |            |                                 |
| James 20 Della Valle 14 Micov 12 | Punti      | 19 Banks 19 Brown 11 Moraschini |
| James 5                          | Assist     | 3 Moraschini                    |
| Kuzminskas 8                     | Rimbalzi   | 8 Brown                         |
| Simone Pianigiani                | Allenatori | Francesco Vitucci               |

| Arbitri: | Filippini (Pisa) Rossi (Sansepolcro) Quarta (Torino) |

|                                    |            |                              |
| Chappell 18 Brown 17 Moraschini 16 | Punti      | 24 McCree 18 Artis 10 Murray |
| Gaffney 7                          | Assist     | 5 Artis                      |
| Brown, Gaffney 10                  | Rimbalzi   | 13 Mockevičius               |
| Francesco Vitucci                  | Allenatori | Massimo Galli                |

| Arbitri: | Sahin (Messina) Bartoli (Trieste) Giulio Pepponi (Assisi) |

|                               |            |                                   |
| Clark 33 Brown 12 Chappell 12 | Punti      | 21 Bamforth 21 Cooley 19 Petteway |
| Banks 4                       | Assist     | 5 Smith                           |
| Gaffney 6                     | Rimbalzi   | 11 Cooley                         |
| Francesco Vitucci             | Allenatori | Vincenzo Esposito                 |

| Arbitri: | Begnis (Crema) Di Francesco (Teramo) Perciavalle (Torino) |

|                                         |            |                                    |
| K. Johnson 16 D. Johnson 13 Krubally 13 | Punti      | 20 Brown 17 Clark 11 Woiciechowski |
| K. Johnson 6                            | Assist     | 6 Gaffney                          |
| Krubally 15                             | Rimbalzi   | 7 Banks                            |
| Francesco Vitucci                       | Allenatori | Alessandro Ramagli                 |

| Arbitri: | Lanzarini (Bologna) Borgo Giovannetti (Papigno) |

|                           |            |                                    |
| Clark 24 Banks 13 Rush 11 | Punti      | 23 Jefferson 13 Gaines 10 Mitchell |
| Gaffney, Rush 3           | Assist     | 2 Blakes, Mitchell, Udanoh         |
| John Brown 9              | Rimbalzi   | 10 Jefferson, Mitchell             |
| Francesco Vitucci         | Allenatori | Evgenij Pašutin                    |

| Arbitri: | Sabetta (Termoli) Bettini (Bologna) Vita (Ancona) |

|                            |            |                                   |
| Taylor 14 Rudd 12 Poeta 12 | Punti      | 17 Banks 17 Moraschini 9 Chappell |
| Carr 5                     | Assist     | 8 Banks                           |
| Carr, Jaiteh 5             | Rimbalzi   | 12 Brown                          |
| Larry Brown                | Allenatori | Francesco Vitucci                 |

| Arbitri: | Sahin (Messina) Biggi (Sarmato) Galasso (Siena) |

|                                      |            |                                  |
| Chappell 14 Banks 13 Rush 13         | Punti      | 23 Vitali 15 Beverly 10 Hamilton |
| Clark 8                              | Assist     | 6 Vitali                         |
| Brown, Chappell, Clark, Moraschini 4 | Rimbalzi   | 10 Hamilton                      |
| Francesco Vitucci                    | Allenatori | Andrea Diana                     |

| Arbitri: | Mazzoni (Grosseto) Bartoli (Trieste) Vita (Ancona) |

|                                |            |                              |
| Scrubb 18 Avramović 17 Cain 15 | Punti      | 18 Banks 15 Rush 13 Chappell |
| Moore 9                        | Assist     | 5 Zanelli                    |
| Cain 12                        | Rimbalzi   | 9 Chappell                   |
| Attilio Caja                   | Allenatori | Francesco Vitucci            |

| Arbitri: | Sabetta (Termoli) Di Francesco (Teramo) Belfiore (Napoli) |

|                                        |            |                                |
| Brown 12 Banks 11 Moraschini, Clark 10 | Punti      | 29 Aguilar 14 Mussini 13 Cervi |
| Gaffney 4                              | Assist     | 7 Mussini                      |
| Rush 8                                 | Rimbalzi   | 9 Cervi                        |
| Francesco Vitucci                      | Allenatori | Devis Cagnardi                 |

| Arbitri: | Filippini (Pisa) Weidmann (Roma) Capotorto (Bari) |

|                           |            |                      |
| Daye 16 Watt 16 Haynes 12 | Punti      | 22 Chappell 12 Brown |
| Bramos, De Nicolao 4      | Assist     | 4 Banks, Gaffney     |
| Bramos, Daye 9            | Rimbalzi   | 17 Brown             |
| Walter De Raffaele        | Allenatori | Francesco Vitucci    |

| Arbitri: | Paternicò (Piazza Armerina) Baldini (Firenze) Calbucci (Pomezia) |

|                                 |            |                               |
| Banks 27 Brown 20 Moraschini 14 | Punti      | 15 Punter 14 Taylor 12 Kravić |
| Gaffney 4                       | Assist     | 4 Taylor                      |
| Chappell 11                     | Rimbalzi   | 8 Kravić                      |
| Francesco Vitucci               | Allenatori | Stefano Sacripanti            |

| Arbitri: | Vicino (Bologna) Attard (Siracusa) Borgioni (Roma) |

|                                    |            |                                             |
| Chappell 18 Brown 17 Moraschini 17 | Punti      | 29 Aldridge 20 Diener 10 Saunders, Mathiang |
| Banks 4                            | Assist     | 5 Diener                                    |
| Gaffney 9                          | Rimbalzi   | 10 Mathiang                                 |
| Francesco Vitucci                  | Allenatori | Romeo Sacchetti                             |

| Arbitri: | Lanzarini (Bologna) Perciavalle (Torino) Giovannetti (Papigno) |

|                                        |            |                                 |
| Wright 19 Perić 11 Cavaliero, Mosley 9 | Punti      | 22 Moraschini 21 Banks 13 Brown |
| Sanders 5                              | Assist     | 5 Banks, Chappell               |
| Perić 10                               | Rimbalzi   | 8 Chappell                      |
| Walter De Raffaele                     | Allenatori | Eugenio Dalmasson               |

| Arbitri: | Lo Guzzo (Catanzaro) Baldini (Firenze) Boninsegna (Milano) |

|                                |            |                              |
| Banks 24 Chappell 14 Zanelli 9 | Punti      | 18 Green 16 Sykes 16 Nichols |
| Banks 4                        | Assist     | 4 Green                      |
| Chappell 6                     | Rimbalzi   | 10 Young                     |
| Francesco Vitucci              | Allenatori | Nenad Vučinić                |

| Arbitri: | Sahin (Messina) Grigioni (Roma) Quarta (Torino) |

|                            |            |                                    |
| Marble 18 Craft 16 Pascolo | Punti      | 22 Banks 17 Chappell 11 Moraschini |
| Craft 8                    | Assist     | 5 Banks, Gaffney                   |
| Bétinho Gomes 11           | Rimbalzi   | 9 Brown                            |
| Maurizio Buscaglia         | Allenatori | Eugenio Dalmasson                  |

##### Girone di ritorno
| Arbitri: | Martolini (Roma) Weidmann (Campobasso) Borgo |

|                                 |            |                                  |
| Banks 25 Moraschini 25 Brown 21 | Punti      | 25 James 21 Jerrells 16 Gudaitis |
| Chappell 8                      | Assist     | 4 Jerrells                       |
| Gaffney 9                       | Rimbalzi   | 6 Kuzminskas                     |
| Francesco Vitucci               | Allenatori | Simone Pianigiani                |

| Arbitri: | Begnis (Crema) Giovannetti (Papigno) Calbucci (Pomezia) |

|                                |            |                                       |
| Artis 27 Blackmon 18 McCree 10 | Punti      | 17 Chappell 16 Banks 11 Wojciechowski |
| Artis, Monaldi 3               | Assist     | 6 Moraschini                          |
| Mockevičius 10                 | Rimbalzi   | 9 Banks                               |
| Matteo Boniciolli              | Allenatori | Francesco Vitucci                     |

| Arbitri: | Lo Guzzo (Catanzaro) Bettini (Bologna) Capotorto (Bari) |

|                                        |            |                                |
| Spissu 22 McGee 18 Carter, Polonara 15 | Punti      | 26 Banks 20 Walker 16 Chappell |
| Spissu 6                               | Assist     | 6 Moraschini                   |
| Thomas 10                              | Rimbalzi   | 7 Chappell                     |
| Vincenzo Esposito                      | Allenatori | Francesco Vitucci              |

| Arbitri: | Biggi (Sarmato) Borgioni (Roma) Bongiorni (Pisa) |

|                                |            |                                   |
| Brown 23 Chappell 21 Walker 10 | Punti      | 14 Johnson 13 Mesiček 12 Krubally |
| Banks, Chappell 5              | Assist     | 4 Johnson                         |
| Brown 9                        | Rimbalzi   | 9 Gladness                        |
| Francesco Vitucci              | Allenatori | Alessandro Ramagli                |

| Arbitri: | Martolini (Roma) Di Francesco (Teramo) Capotorto (Bari) |

|                                  |            |                                   |
| Gaines 17 Blakes 17 Jefferson 15 | Punti      | 17 Moraschini 12 Gaffney 12 Brown |
| Carr 7                           | Assist     | 4 Banks, Moraschini               |
| Davis 19                         | Rimbalzi   | 4 Rush, Walker                    |
| Nicola Brienza                   | Allenatori | Francesco Vitucci                 |

| Arbitri: | Mazzoni (Grosseto) Bettini (Bologna) Pepponi (Assisi) |

|                                     |            |                              |
| Moraschini 21 Walker 20 Chappell 15 | Punti      | 22 Hobson 18 Moore 17 McAdoo |
| Banks 5                             | Assist     | 5 Moore                      |
| Banks 9                             | Rimbalzi   | 6 Jaiteh                     |
| Francesco Vitucci                   | Allenatori | Paolo Galbiati               |

| Arbitri: | Paternicò (Piazza Armerina) Borgo Nicolini (Palermo) |

|                                    |            |                                    |
| Hamilton 21 Abass 15 Cunningham 15 | Punti      | 16 Moraschini 16 Brown 13 Chappell |
| Hamilton 5                         | Assist     | 6 Moraschini                       |
| Hamilton 13                        | Rimbalzi   | 8 Brown, Rush                      |
| Andrea Diana                       | Allenatori | Francesco Vitucci                  |

| Arbitri: | Filippini (Bologna) Bartoli (Trieste) Boninsegna (Milano) |

|                                    |            |                                        |
| Chappell 20 Moraschini 14 Brown 12 | Punti      | 16 Avramović 14 Archie 11 Scrubb, Cain |
| Banks 5                            | Assist     | 8 Moore                                |
| Chappell 7                         | Rimbalzi   | 7 Cain, Scrubb                         |
| Francesco Vitucci                  | Allenatori | Attilio Caja                           |

| Arbitri: | Sahin (Messina) Weidmann (Campobasso) Nicolini (Palermo) |

|                                              |            |                                   |
| Allen 20 Johnson-Odom 14 Aguilar, Mussini 11 | Punti      | 25 Banks 16 Wojciechowski 12 Rush |
| Dixon 8                                      | Assist     | 5 Moraschini                      |
| Aguilar 9                                    | Rimbalzi   | 7 Chappell, Rush                  |
| Matteo Boniciolli                            | Allenatori | Stefano Pillastrini               |

| Arbitri: | Lo Guzzo (Catanzaro) Bettini (Bologna) Giovannetti (Papigno) |

|                                    |            |                          |
| Wojciechowski 14 Banks 12 Brown 12 | Punti      | 18 Daye 15 Watt 13 Tonut |
| Zanelli 4                          | Assist     | 7 Tonut                  |
| Banks 12                           | Rimbalzi   | 12 Watt                  |
| Francesco Vitucci                  | Allenatori | Walter De Raffaele       |

| Arbitri: | Paternico (Piazza Armerina) Baldini (Firenze) Boninsegna (Milano) |

|                            |            |                                    |
| M'Baye 10 Qvale 9 Martin 8 | Punti      | 29 Brown 25 Chappell 13 Moraschini |
| Chalmers 5                 | Assist     | 6 Banks                            |
| Taylor 7                   | Rimbalzi   | 10 Brown, Chappell                 |
| Aleksandar Đorđević        | Allenatori | Francesco Vitucci                  |

| Arbitri: | Bartoli (Trieste) Perciavalle (Torino) Belfiore (Napoli) |

|                                     |            |                                        |
| Crawford 21 Stojanović 20 Diener 16 | Punti      | 29 Brown 18 Chappell 11 Banks, Gaffney |
| Ruzzier, Sauders 5                  | Assist     | 6 Gaffney                              |
| Mathiang, Stojanović 10             | Rimbalzi   | 6 Gaffney                              |
| R. Sacchetti                        | Allenatori | Francesco Vitucci                      |

| Arbitri: | Mazzoni (Grosseto) Vicino (Bologna) Nicolini (Palermo) |

|                                       |            |                                       |
| Moraschini 30 Brown 15 Banks, Rush 11 | Punti      | 12 Dragić 11 Mosley 10 Wright, Da Ros |
| Banks 7                               | Assist     | 4 Sanders                             |
| Chappell, Moraschini 7                | Rimbalzi   | 9 Mosley                              |
| Francesco Vitucci                     | Allenatori | Eugenio Dalmasson                     |

| Arbitri: | Biggi (Sarmato) Boninsegna (Milano) Giovannetti (Papigno) |

|                              |            |                               |
| Sykes 20 Siliņš 20 Harper 17 | Punti      | 23 Banks 17 Brown 15 Chappell |
| Sykes 8                      | Assist     | 7 Banks                       |
| Young 9                      | Rimbalzi   | 6 Banks, Brown                |
| Massimo Maffezzoli           | Allenatori | Francesco Vitucci             |

| Arbitri: | Paternicò (Piazza Armerina) Borgo Quarta (Torino) |

|                                 |            |                                          |
| Moraschini 17 Brown 15 Banks 12 | Punti      | 17 Marble 16 Forray 14 Flaccadori, Hogue |
| Brown, Moraschini 3             | Assist     | 5 Hogue                                  |
| Brown 7                         | Rimbalzi   | 10 Hogue                                 |
| Francesco Vitucci               | Allenatori | Maurizio Buscaglia                       |

#### Play off
| Arbitri: | Begnis (Crema) Attard (Siracusa) Quarta (Torino) |

|                               |            |                                          |
| Pierre 21 Cooley 16 Thomas 15 | Punti      | 18 Banks 15 Moraschini 12 Gaffney, Brown |
| Spissu 11                     | Assist     | 7 Chappell                               |
| Thomas 9                      | Rimbalzi   | 8 Brown                                  |
| Gianmarco Pozzecco            | Allenatori | Francesco Vitucci                        |

| Arbitri: | Lo Guzzo (Catanzaro) Weidmann (Campobasso) Bartoli (Trieste) |

|                                         |            |                                 |
| Thomas 17 Spissu 16 Pierre, Polonara 15 | Punti      | 27 Banks 19 Moraschini 17 Brown |
| Gentile 7                               | Assist     | 7 Banks, Moraschini             |
| Pierre 15                               | Rimbalzi   | 6 Gaffney                       |
| Gianmarco Pozzecco                      | Allenatori | Francesco Vitucci               |

| Arbitri: | Mazzoni (Grosseto) Sardella (Rimini) Perciavalle (Torino) |

|                                      |            |                               |
| Banks 25 Gaffney 16 Brown, Greene 10 | Punti      | 20 Cooley 18 Thomas 16 Pierre |
| Banks 5                              | Assist     | 5 Pierre                      |
| Banks, Chappell 4                    | Rimbalzi   | 9 Cooley                      |
| Francesco Vitucci                    | Allenatori | Gianmarco Pozzecco            |

### Coppa Italia
| Arbitri: | Filippini (Pisa) Vicino (Bologna) Giovannetti (Papigno) |

|                            |            |                                   |
| Sykes23 Green 19 Filloy 19 | Punti      | 26 Banks 22 Brown 10 Rush, Walker |
| Green 8                    | Assist     | 6 Banks                           |
| Green 11                   | Rimbalzi   | 7 Brown, Moraschini               |
| Nenad Vučinić              | Allenatori | Francesco Vitucci                 |

| Arbitri: | Lanzarini (Bologna) Weidmann (Roma) Borgo (Vicenza) |

|                              |            |                                    |
| Carter 18 Pierre 16 Smith 16 | Punti      | 20 Brown 18 Moraschini 18 Chappell |
| Polonara 3                   | Assist     | 4 Banks                            |
| Cooley 12                    | Rimbalzi   | 9 Chappell                         |
| Gianmarco Pozzecco           | Allenatori | Francesco Vitucci                  |

| Arbitri: | Sahin Rossi (Sansepolcro) Biggi (Sarmato) |

|                                    |            |                              |
| Crawford 18 Saunders 18 Ruzzier 12 | Punti      | 21 Brown 19 Gaffney 13 Banks |
| Diener 6                           | Assist     | 3 Brown                      |
| Ricci, Saunders 9                  | Rimbalzi   | 8 Brown                      |
| Romeo Sacchetti                    | Allenatori | Francesco Vitucci            |

## Statistiche

### Statistiche di squadra
| Competizione | Punti | In casa | In casa | In casa | In casa | In casa | In trasferta | In trasferta | In trasferta | In trasferta | In trasferta | Totale | Totale | Totale | Totale | Totale | Totale |
| Competizione | Punti | G       | V       | P       | Ptf     | Pts     | G            | V            | P            | Ptf          | Pts          | G      | V      | P      | Ptf    | Pts    | Diff.  |
| ------------ | ----- | ------- | ------- | ------- | ------- | ------- | ------------ | ------------ | ------------ | ------------ | ------------ | ------ | ------ | ------ | ------ | ------ | ------ |
| Serie A      | 36    | 16      | 10      | 6       | 1301    | 1242    | 17           | 8            | 9            | 1410         | 1415         | 33     | 18     | 15     | 2711   | 2657   | +54    |
| Coppa Italia | 4     |         |         |         |         |         | 3            | 2            | 1            | 256          | 261          | 3      | 2      | 1      | 256    | 261    | -5     |
| Totale       | 40    | 16      | 10      | 6       | 1301    | 1242    | 20           | 10           | 10           | 1666         | 1676         | 36     | 20     | 16     | 2967   | 2918   | +49    |

### Statistiche dei giocatori

#### In campionato
| Nome                | G  | Pun  | Min  | Falli | Falli | Tiri da 2 | Tiri da 2 | Tiri da 2 | Tiri da 3 | Tiri da 3 | Tiri da 3 | Tiri Liberi | Tiri Liberi | Tiri Liberi | Rimbalzi | Rimbalzi | Rimbalzi | Stop | Stop | Palle | Palle | Ass  | Val  | Media Punti | Media Val. |
| Nome                | G  | Pun  | Min  | C     | S     | R         | T         | %         | R         | T         | %         | R           | T           | %           | O        | D        | T        | D    | S    | P     | R     | Ass  | Val  | Media Punti | Media Val. |
| ------------------- | -- | ---- | ---- | ----- | ----- | --------- | --------- | --------- | --------- | --------- | --------- | ----------- | ----------- | ----------- | -------- | -------- | -------- | ---- | ---- | ----- | ----- | ---- | ---- | ----------- | ---------- |
| Adrian Banks        | 32 | 510  | 1033 | 64    | 149   | 126       | 2329      | 52,7      | 51        | 161       | 31,7      | 105         | 128         | 82,0        | 25       | 121      | 146      | 0    | 10   | 76    | 36    | 132  | 577  | 15,9        | 18,0       |
| John Brown          | 33 | 472  | 962  | 86    | 123   | 123       | 201       | 55,1      | 1         | 5         | 20,0      | 67          | 101         | 66,3        | 101      | 111      | 212      | 17   | 11   | 45    | 32    | 50   | 562  | 14,3        | 17,0       |
| Jeremy Chappell     | 33 | 422  | 1036 | 104   | 56    | 102       | 181       | 56,4      | 59        | 159       | 37,1      | 41          | 47          | 87,2        | 42       | 127      | 169      | 6    | 6    | 62    | 59    | 91   | 446  | 12,8        | 13,5       |
| Riccardo Moraschini | 33 | 406  | 952  | 49    | 113   | 80        | 176       | 45,5      | 57        | 163       | 35,0      | 75          | 101         | 74.3        | 8        | 101      | 109      | 2    | 10   | 67    | 40    | 93   | 409  | 12,3        | 12,4       |
| Erik Rush           | 31 | 198  | 540  | 61    | 34    | 45        | 96        | 46.9      | 33        | 90        | 36,7      | 9           | 25          | 36,0        | 31       | 64       | 95       | 12   | 2    | 25    | 14    | 36   | 177  | 6,4         | 5,7        |
| Tony Gaffney        | 33 | 197  | 882  | 58    | 49    | 48        | 101       | 47,5      | 22        | 81        | 27,2      | 35          | 43          | 81,4        | 30       | 127      | 157      | 34   | 1    | 41    | 31    | 85   | 333  | 6,0         | 10,1       |
| Wes Clark           | 18 | 167  | 323  | 35    | 43    | 47        | 82        | 57,3      | 14        | 50        | 28,0      | 31          | 42          | 73,8        | 2        | 35       | 37       | 2    | 6    | 22    | 14    | 26   | 144  | 9,3         | 8,0        |
| Jakub Wojciechowski | 26 | 139  | 325  | 40    | 32    | 47        | 73        | 64,4      | 9         | 31        | 29,0      | 18          | 28          | 64,3        | 23       | 58       | 81       | 10   | 3    | 16    | 10    | 14   | 169  | 5,3         | 6,5        |
| Alessandro Zanelli  | 32 | 107  | 435  | 38    | 31    | 23        | 44        | 52.3      | 16        | 49        | 32,7      | 13          | 15          | 86,7        | 8        | 44       | 52       | 1    | 3    | 27    | 14    | 47   | 128  | 3,3         | 4,0        |
| Devondrick Walker   | 7  | 80   | 125  | 14    | 14    | 5         | 11        | 45.5      | 18        | 37        | 48,6      | 16          | 19          | 84.2        | 0        | 21       | 21       | 2    | 3    | 9     | 5     | 5    | 73   | 11,4        | 10,4       |
| Phil Greene         | 3  | 13   | 45   | 4     | 2     | 1         | 3         | 33,3      | 3         | 10        | 30,0      | 2           | 2           | 100         | 1        | 3        | 4        | 0    | 1    | 1     | 1     | 8    | 13   | 4,3         | 4,3        |
| Nicolò Cazzolato    | 10 | 0    | 16   | 3     | 0     | 0         | 0         | 0.0       | 0         | 0         | 0.0       | 0           | 0           | 0,0         | 0        | 1        | 1        | 0    | 0    | 1     | 0     | 0    | -3   | 0,0         | -0,3       |
| Vincenzo Taddeo     | 1  | 0    | 1    | 0     | 0     | 0         | 0         | 0.0       | 0         | 0         | 0.0       | 0           | 0           | 0,0         | 0        | 0        | 0        | 0    | 0    | 0     | 0     | 0    | 0    | 0,0         | 0          |
| squadra             | 0  | 0    | 0    | 6     | 1     | 0         | 0         | 0.0       | 0         | 0         | 0.0       | 0           | 0           | 0.0         | 28       | 58       | 860      | 0    | 0    | 5     | 0     | 0    | 76   | 0           | 0          |
| TOTALE              | 33 | 2711 | 6675 | 562   | 647   | 725       | 1371      | 52.9      | 283       | 836       | 33.9      | 412         | 551         | 74.8        | 299      | 871      | 1170     | 86   | 56   | 397   | 256   | 587  | 3104 | 82.2        | 94.1       |
| MEDIE               |    |      |      | 16.8  | 19.6  | 22.0      | 41.5      | 52.9      | 8.6       | 25.3      | 33.9      | 12.5        | 16.7        | 74.8        | 9.1      | 26.4     | 35.5     | 2.6  | 1.7  | 12.0  | 7.8   | 17.8 |      |             |            |

#### In Coppa Italia
| Nome                | G | Pun | Min | Falli | Falli | Tiri da 2 | Tiri da 2 | Tiri da 2 | Tiri da 3 | Tiri da 3 | Tiri da 3 | Tiri Liberi | Tiri Liberi | Tiri Liberi | Rimbalzi | Rimbalzi | Rimbalzi | Stop | Stop | Palle | Palle | Ass  | Val | OER  | +/-  |
| Nome                | G | Pun | Min | C     | S     | R         | T         | %         | R         | T         | %         | R           | T           | %           | O        | D        | T        | D    | S    | P     | R     | Ass  | Val | OER  | +/-  |
| ------------------- | - | --- | --- | ----- | ----- | --------- | --------- | --------- | --------- | --------- | --------- | ----------- | ----------- | ----------- | -------- | -------- | -------- | ---- | ---- | ----- | ----- | ---- | --- | ---- | ---- |
| Adrian Banks        | 3 | 54  | 96  | 1     | 17    | 16        | 26        | 61,5      | 3         | 4         | 75,0      | 13          | 16          | 81,2        | 3        | 10       | 13       | 0    | 0    | 9     | 1     | 12   | 73  | 18,0 | 24,3 |
| John Brown          | 3 | 63  | 89  | 11    | 12    | 26        | 41        | 63,4      | 0         | 1         | 0,0       | 11          | 16          | 68,7        | 9        | 10       | 19       | 4    | 1    | 8     | 4     | 5    | 66  | 21,0 | 22,0 |
| Jeremy Chappell     | 3 | 29  | 103 | 12    | 7     | 5         | 13        | 38,5      | 5         | 15        | 33,3      | 4           | 7           | 57,1        | 2        | 14       | 16       | 0    | 0    | 7     | 1     | 5    | 18  | 9,7  | 6,0  |
| Riccardo Moraschini | 3 | 34  | 90  | 7     | 14    | 6         | 14        | 42,9      | 4         | 13        | 30,8      | 10          | 13          | 76,9        | 0        | 10       | 10       | 0    | 3    | 3     | 2     | 7    | 34  | 11,3 | 11,3 |
| Tony Gaffney        | 3 | 35  | 93  | 3     | 9     | 7         | 10        | 70,0      | 5         | 12        | 41,7      | 6           | 9           | 66,7        | 3        | 13       | 16       | 3    | 0    | 2     | 3     | 5    | 53  | 11,7 | 17,7 |
| Jakub Wojciechowski | 3 | 2   | 18  | 6     | 1     | 1         | 2         | 50,0      | 0         | 2         | 0,0       | 0           | 0           | 0,0         | 0        | 7        | 7        | 2    | 0    | 0     | 0     | 2    | 5   | 0,7  | 1,7  |
| Alessandro Zanelli  | 3 | 0   | 20  | 2     | 0     | 0         | 1         | 0,0       | 0         | 2         | 0,0       | 0           | 0           | 0,0         | 0        | 1        | 1        | 0    | 0    | 0     | 2     | 1    | -2  | 0    | -0,7 |
| Devondrick Walker   | 3 | 24  | 51  | 2     | 2     | 2         | 6         | 33,3      | 6         | 16        | 37,5      | 2           | 3           | 66,7        | 1        | 5        | 6        | 1    | 1    | 4     | 0     | 2    | 13  | 8,0  | 4,3  |
| Erik Rush           | 3 | 15  | 40  | 8     | 4     | 3         | 6         | 50,0      | 3         | 8         | 37,5      | 0           | 2           | 0,0         | 5        | 6        | 11       | 0    | 0    | 3     | 1     | 1    | 11  | 5,0  | 3,7  |
| squadra             | 0 | 0   | 0   | 0     | 0     | 0         | 0         | 0.0       | 0         | 0         | 0.0       | 0           | 0           | 0.0         | 3        | 2        | 5        | 0    | 0    | 1     | 0     | 0    | 4   | 0    | 0    |
| TOTALE              | 3 | 256 | 600 | 52    | 66    | 66        | 119       | 55,5      | 26        | 73        | 35,6      | 46          | 66          | 69,7        | 26       | 78       | 104      | 10   | 5    | 37    | 14    | 40   | 279 | 85,3 | 93,0 |
| MEDIE               |   |     |     | 17,3  | 22,0  | 22,0      | 39,7      | 55,5      | 8,7       | 24,3      | 35,6      | 15,3        | 22.0        | 69.7        | 8.7      | 26.0     | 34.7     | 3.3  | 1.7  | 12.3  | 4.7   | 13.3 |     |      |      |